# Chámeza
Chámeza är en ort i Colombia.   Den ligger i departementet Casanare, i den centrala delen av landet, 150 km nordost om huvudstaden Bogotá. Chámeza ligger 1 126 meter över havet och antalet invånare är 948.
Terrängen runt Chámeza är kuperad åt sydost, men åt nordväst är den bergig. Chámeza ligger nere i en dal. Runt Chámeza är det mycket glesbefolkat, med 2 invånare per kvadratkilometer. Chámeza är det största samhället i trakten. I omgivningarna runt Chámeza växer i huvudsak städsegrön lövskog.